# Supradoză
În general, supradoza presupune administrarea unei cantități mai mari de droguri comparativ cu cea cu care este obișnuit corpul. O doză prea mare poate fi ingerată brusc (printr-o cantitate mare de substanță) sau treptat, pe măsură ce medicamentul sau drogul se acumulează în organism într-o perioadă mai lungă de timp.
Supradoza se produce mai ales în cazul consumului de opiacee, barbiturice, tranchilizante, alcool sau solvenți. Supradoza cauzată de stimulenți este mai rară, dar poate apărea dacă se consumă cantități foarte mari sau pe o durată mare de timp fără întreruperi. Supradoza poate duce la o reacție toxică gravă sau chiar la moarte.

## Semne și simptome
| Simptome         | TA | RC | FR          | Temp.       | Pupile   | Borborisme | Diaforeză |
| ---------------- | -- | -- | ----------- | ----------- | -------- | ---------- | --------- |
| Anticolinergic   | ~  | ↑  | ~           | ↑           | Midriază | ↓          | ↓         |
| Colinergic       | ~  | ~  | Neschimbată | Neschimbată | Mioză    | ↑          | ↑         |
| Opioid           | ↓  | ↓  | ↓           | ↓           | Mioză    | ↓          | ↓         |
| Simpatomimetic   | ↑  | ↑  | ↑           | ↑           | Midriază | ↑          | ↑         |
| Sedativ/Hipnotic | ↓  | ↓  | ↓           | ↓           | ~        | ↓          | ↓         |

Semnele și simptomele unei supradoze variază în funcție de medicament sau de expunerea la toxine. Simptomele pot fi adesea împărțite în diferite toxidroame. Acest lucru poate ajuta la determinarea clasei de medicamente sau toxine care cauzează simptomele. Simptomele generice ale supradozei de medicamente sunt:
- lipsă de coordonare;
- vorbire neclară;
- respirație anormală;
- inconștiență;
- posibilă comă;
- striuri roșii la nivelul sclerei;
- miros de alcool.

## Cauze
Drogurile sau toxinele cel mai frecvent implicate în supradoze și deces (grupate de ICD-10) sunt:
| - intoxicație alcoolică acută (F10) - etanol - metanol - etilenglicol - opiacee (F11) - sedative/hipnotice (F13) - barbiturice (T42.3) - benzodiazepine (T42.4) - sedative/hipnotice necategorizate (T42.6) - etclorvinol - acid γ-hidroxibutiric - glutetimidă - metaqualonă - ketamină | - stimulente (F14–F15) - cocaină (T40.5) - amfetamină (T43.6) - metamfetamină (T43.6) - tutun (F17) - nicotină (T65.2) - consum de droguri multiple (F19) - cocktail de droguri - medicamente - aspirină (T39.0) - paracetamol (T39.1) - antidepresive triciclice (T43.0) - vitamine - pesticide (T60) - organofosfați - DDT |

## Tratament

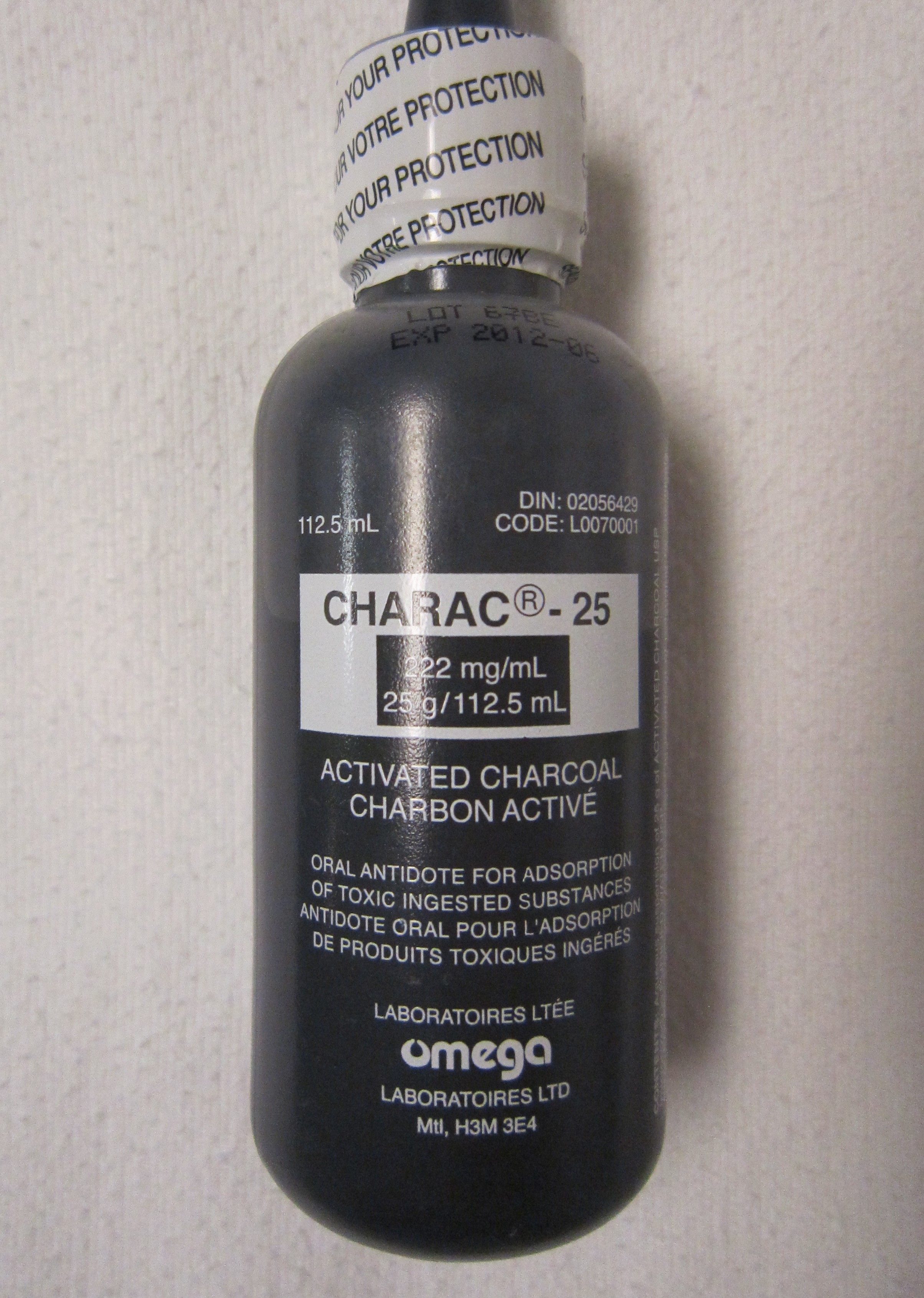
Cărbunele activ este un agent frecvent folosit pentru decontaminarea tractului gastro-intestinal în supradoze.

Tratamentul intoxicațiilor acute constă în măsuri nespecifice, care urmăresc micșorarea cantității de toxic din organism, tratament simptomatic și susținerea funcțiilor vitale, respectiv măsuri specifice care constau în folosirea medicației de tip antidot. 
Un caz de supradoză trebuie imediat izolat, pentru a-i asigura un mediu calm și liniștit. Persoana este așezată pe o parte, într-o poziție similară cu cea de somn. Apoi, persoana respectivă trebuie stimulată pentru a nu intra în comă. Dacă victima pare să doarmă, cu o respirație normală și un puls normal și dacă se trezește la un strigăt mai puternic sau când este zgâlțâită, nu necesită tratament imediat. Dacă victima prezintă respirație anormală, este inconștientă sau se află în comă, se impune menținerea căilor respiratorii deschise. Manevrele de resuscitare cardio-respiratorie sunt luate în considerare atunci când frecvența respiratorie este scăzută sau când gazele sangvine arată că persoana este hipoxică. Monitorizarea pacientului trebuie continuată înainte și în timpul tratamentului, o atenție deosebită acordându-se temperaturii, pulsului, frecvenței respiratorii, tensiunii arteriale, cantității de urină, electrocardiografiei și saturației oxigenului.
De multe ori, în cazul supradozei de medicamente, când tratamentul este oprit, se instalează sevrajul.

### Antidoturi
Antidoturi specifice sunt disponibile pentru anumite supradoze. De exemplu, naloxona este antidotul pentru opiacee, cum ar fi heroina sau morfina. În mod similar, supradozele cu benzodiazepine pot fi efectiv inversate cu flumazenil. Cărbunele activ este recomandat frecvent ca antidot nespecific, dacă este disponibil în decurs de o oră de la ingestie și dacă ingestia a fost una semnificativă. Acesta are capacitatea de a se combina cu substanțele toxice rămase neabsorbite, care vor fi eliminate în fecale odată cu bucățile de cărbune. Pentru a grăbi procesul de defecație pacientului i se poate administra o soluție catabolizantă. Lavajul gastric, siropul de ipecac și irigarea intestinală sunt rar folosite.